# Václav Peřina
Václav Peřina (15. září 1907 Vysoké Mýto – 1. srpna 1979 Vysoké Mýto) byl český akademický malíř.

## Život
V mládí se vyučil reklamním malířem. Krátce před a v průběhu 2. světové války v Praze individuálně studoval malířství - především figurální kresbu a zátiší. Před koncem války se vrátil do Vysokého Mýta, krátce po ní nastoupil na místo reklamního malíře v n. p. Karosa. Již v té době se věnoval malování a na základě úspěchu v soutěži mladých talentů získal titul akademického malíře.
Ve své umělecké tvorbě postupně přešel od realistické malby k impresionismu. Jeho různorodé výtvarné práce zahrnují krajiny, zátiší, kytice, obrazy interiérů a především portrétní tvorbu.
Zemřel roku 1979 ve Vysokém Mýtě. Pohřben byl na městském hřbitově ve Vysokém Mýtě.

## Dílo
Obrazy z tvorby jsou kromě soukromých sbírek a regionálních expozic

i ve sbírkách Národní galerie v Praze.

Výstavy z díla Václava Peřiny periodicky pořádá Městská galerie ve Vysokém Mýtě  .